# Adelso Valero
Adelso Ramón Valero Colina (Ciudad Ojeda, 28 de julio de 1980) es un ciclista profesional venezolano.

## Palmarés
2003
- 1 etapa de la Vuelta a Yacambu-Lara

2008
- Vuelta al Zulia

## Equipos
- 2001  Gobernación del Zulia - Alcaldía de Cabimas
- 2007  Gobernación del Zulia - Alcaldía de Cabimas
- 2009  Gobernación del Zulia
- 2012  Gobernación del Zulia
- 2013  Gobernación del Zulia